# Anthony Michael Pilla
Anthony Michael Pilla (* 12. November 1932 in Cleveland, Ohio; † 21. September 2021 in Wickliffe, Ohio) war ein US-amerikanischer Geistlicher und römisch-katholischer Bischof von Cleveland.

## Leben
Anthony Michael Pilla besuchte die Grundschule und die Cathedral Latin High School in Cleveland sowie später die St. Gregory Seminary High School in Cincinnati, an der er 1951 seinen Schulabschluss erlangte. Anschließend studierte er am St. Gregory Seminary College in Cincinnati und am Borromeo College in Wickliffe, an dem er 1955 einen Abschluss erwarb. Von 1955 bis 1959 studierte Pilla Katholische Theologie am Saint Mary Seminary in Cleveland. Am 23. Mai 1959 empfing er durch den Bischof von Oakland, Floyd Lawrence Begin, das Sakrament der Priesterweihe für das Bistum Cleveland.
Pilla war ab 10. Juni 1959 als Pfarrvikar der Pfarrei St. Bartholomew in Middleburg Heights tätig und ab 21. Juni 1960 lehrte er zudem am Borromeo Seminary in Wickliffe. 1972 wurde Anthony Michael Pilla Regens des Borromeo Seminary sowie 1975 zusätzlich Diözesansekretär für den Klerus und die Ordensleute im Bistum Cleveland.
Am 30. Juni 1979 ernannte ihn Papst Johannes Paul II. zum Titularbischof von Scardona und zum Weihbischof in Cleveland. Die Bischofsweihe spendete ihm der Bischof von Cleveland, James Aloysius Hickey, am 1. August desselben Jahres in Cleveland; Mitkonsekratoren waren Clarence George Issenmann, emeritierter Bischof von Cleveland, und Joseph Abel Francis SVD, Weihbischof in Newark. Sein Wahlspruch Live on in my love („Bleibt in meiner Liebe“) stammt aus Joh 15,9 . Als Weihbischof war Anthony Michael Pilla zudem Bischofsvikar für den östlichen Teil des Bistums Cleveland.
Nach der Ernennung Bischof Hickeys zum Erzbischof von Washington wurde Pilla am 29. Juli 1980 Apostolischer Administrator von Cleveland. Am 13. November 1980 bestellte ihn Papst Johannes Paul II. zum Bischof von Cleveland. Die Amtseinführung erfolgte am 6. Januar 1981.
In der Bischofskonferenz der Vereinigten Staaten gehörte Anthony Michael Pilla dem Verwaltungsausschuss (1981–1984), dem Finanzausschuss (1983) sowie der Kommission für die Ökumene und den Interreligiösen Dialog (1985) an. Ferner war er von 1981 bis 1982 Vertreter der Bischöfe der Region IV (Ohio und Michigan) und 1986 Vorsitzender des Ad-hoc-Ausschusses für die Weiterführung der Wirtschaftspastoral. Nachdem Pilla von 1990 bis 1992 als Schatzmeister gewirkt hatte, war er von 1992 bis 1995 Vizepräsident und vom 14. November 1995 bis November 1998 schließlich Präsident der Bischofskonferenz der Vereinigten Staaten. Darüber hinaus war Pilla Mitglied der Päpstlichen Kommission für die Kulturgüter der Kirche.
Am 4. April 2006 nahm Papst Benedikt XVI. das von Anthony Michael Pilla vorgebrachte vorzeitige Rücktrittsgesuch an.

## Schriften
- Come…together we are church. Cleveland, Ohio 1983, OCLC 10523676.
- Live on in my love: reflections of a bishop. Universe Bulletin Publications, Cleveland, Ohio 1994, OCLC 31811231.
- Pilgrims of hope: the people of the Catholic Diocese of Cleveland and Bishop Anthony M. Pilla reflect on 25 years together. Catholic Diocese of Cleveland, Cleveland, Ohio 2005, ISBN 978-0-9771759-0-1.